# 愛姬

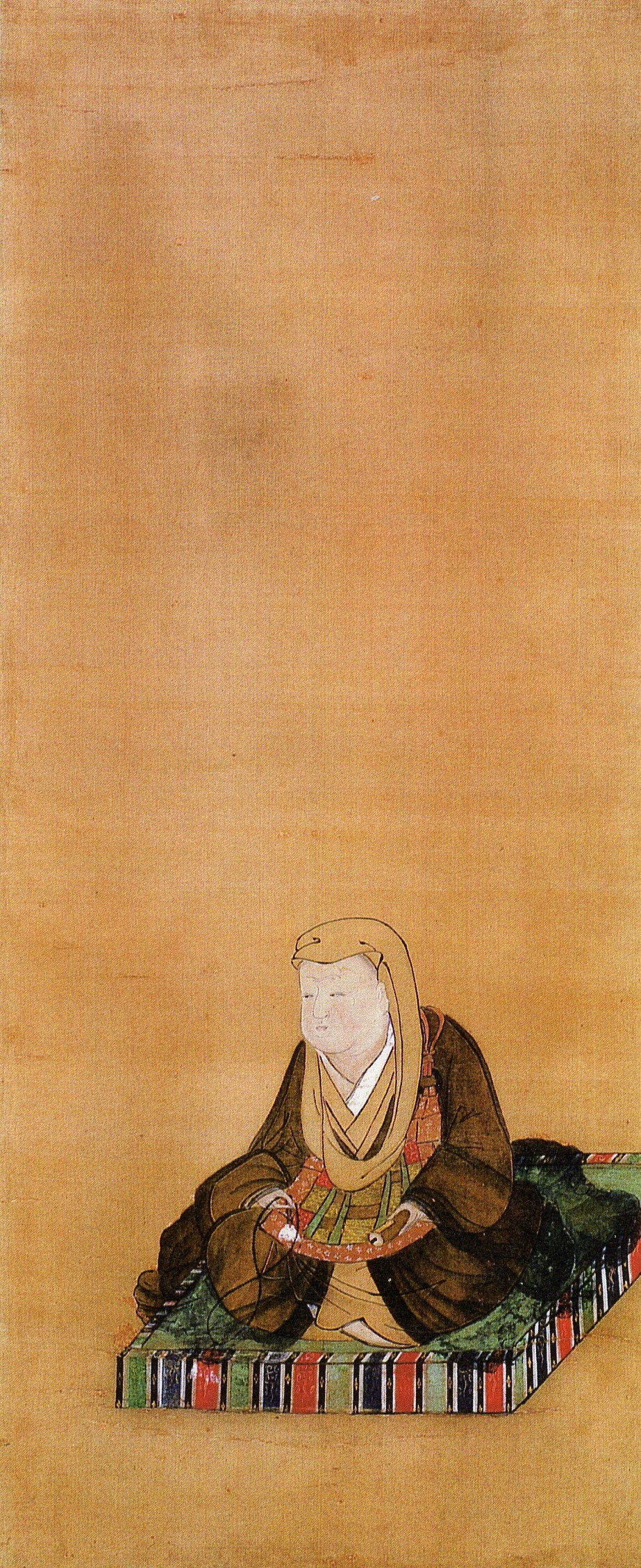
愛姬

愛姬（1568年5月13日—1653年2月21日）是日本安土桃山時代至江戶時代前期的女性人物。田村清顯的獨生女。母親是相馬顯胤的女兒於北。伊達政宗的正室。通稱田村御前，院号為陽德院。

## 生平
天正7年（1579年），以12歲的虛歲嫁給伊達政宗。然而之後，政宗對於自己的暗殺未遂的事件，懷疑有來自田村氏的內通者與這件事情有關聯，於是殺害了她的乳母並且賜死了多數跟隨愛姬過來的侍女，於是有一段時間，夫婦之間的感情也因此惡化。
之後，兩人的關係才有所改善，她自己也移居到京都聚樂第的伊達藩住宅中、文祿3年（1594年）生下五郎八姬（松平忠輝正室）。在這之後陸續生下忠宗（仙台藩二代藩主）・宗綱・竹松丸等四個孩子（由於田村家除了愛姬以外就沒有其他子女，因此在要和政宗結婚時，附上夫婦二人的次男要作為田村家養子的條件，但是次男的宗綱在16歳夭折。之後的竹松丸也跟著夭折，於是為了復興田村家而迎來忠宗的三男宗良作為養子）。
愛姬在聚樂第的伊達藩住屋居住時，可以說是發揮了女性外交官的功能告知政宗京都的情勢並且還送給他「天下至今還未平定下來。請殿下一定要跟隨天地的大義。請不用考慮我的安全。我會時常攜帶著匕首並且發誓絕不會受到汙辱」（天下はいまだ定まっておりませぬ。殿は天地の大義に従って去就をお決め下さりませ。私の身はお案じなさいますな。匕首を常に懐に持っております。誓って辱めは受けませぬ）的信件。
寬永13年（1636年）5月24日政宗過世後，進入瑞巖寺的雲居禪師門的佛門下並且改稱為陽德院。在政宗的第17忌前，由她命令而制作了木造的政宗像，這座雕像因為作為能夠了解政宗面貌的史料而相當珍貴。
承應2年（1653年）1月24日，愛姬以86歲之齡死去。與政宗一樣在24日同日過世。墓所位於與瑞巌寺緊臨的陽德院。

## 遺言
愛姬曾數度向政宗和忠宗請求復興娘家田村家。在「陽德院様御夢想之書付」中有愛姬親自寫上纖細的仮名字，這是在昨夜的夢中看到鮮色花枝的意思，在封套上記載的是忠宗正室懷有宗良時夢見的東西。忠宗根據母親的遺言，在母親死去同年令宗良繼承田村家。

## 逸話
- 導師雲居禪師也留下形容愛姬人格的話：關於愛姬「是位擅長治理家庭，有著深厚的慈愛和相當聰明的太太」。另外在瑞巌寺的愛姬的尼姑像也相當美麗，因此有「愛姬=」（天真可愛的女性）的愛稱。愛姬一度也信仰過天主教。

- 在昭和49年（1974年）的瑞鳳殿發掘調査，驗出其夫・政宗的血型為B型，兒子・忠宗為A型，以此判斷出愛姬的血型應為A型或AB型。